# 타필라

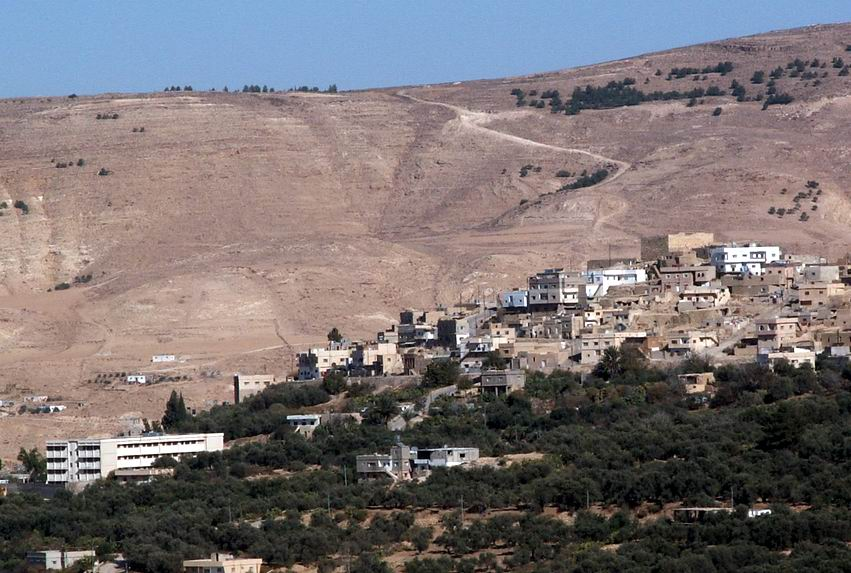
타필라

타필라(아랍어: الطفيلة)는 요르단 남부에 위치한 도시로 타필라 주의 주도이며 면적은 18.518km2, 높이는 940m, 인구는 38,428명(2009년 기준)이다. 수도 암만에서 남서쪽으로 183km 정도 떨어진 곳에 위치한다.